# Heino Jaeger
Heino Erik Jaeger (* 1. Januar 1938 in Harburg-Wilhelmsburg; † 7. Juli 1997 in Bad Oldesloe; auch Jäger geschrieben) war ein deutscher Maler, Grafiker und Satiriker.

## Leben

Gedenktafel für Heino Jaeger Martin-Luther-Straße 6

Heino Jaeger wurde als Sohn des Werbe- und Porträtfotografen Heinrich (Hein) Wilhelm August Richard Jaeger (1901–1950) und seiner Frau Ella (Elli) Dora Fanny, geb. Grzegorek (1904–1975), einer Schneiderin, in Harburg-Wilhelmsburg (Provinz Hannover; heute: Hamburg-Harburg) geboren. Die Familie siedelte 1943 von Hamburg nach Dresden über, wo Jaeger ab September 1944 die Volksschule besuchte und die Bombardierung Dresdens erlebte. Nach der Flucht der Familie im Mai 1945 zurück nach Hamburg ging er dort weiter bis zum März 1953 zur Volksschule. Zuvor beging sein Vater Hein Jaeger im Jahr 1950 Selbstmord. Am 1. April 1953 begann Heino Jaeger eine Berufsausbildung als Textilmusterzeichner für Stoffdruck bei Maria May an der Hochschule für bildende Künste Hamburg. Nach Ende der Ausbildung studierte er von 1956 bis 1959 Freie Grafik und Illustration an der Hochschule für bildende Künste bei Alfred Mahlau und nach dessen Emeritierung besuchte Jaeger von 1959 bis 1961 die Klasse von Werner Bunz für Schriften. Zu jener Zeit lebte er oft von Gelegenheitsarbeiten und war als Reisebegleiter und Entwurfszeichner für Prospekte und Plakate bei Scharnow-Reisen-GmbH tätig, verdiente sein Geld als Briefträger, Vermesserer und Wetterbeobachter auf dem Feuerschiff Elbe 1 sowie als Hilfsbäcker in einer Brotfabrik, als Kautschukverwerter bei den Balatros-Werken H. Rost & Co und als Musterzieher in einer Seifensiederei. 1960 begann Jaegers freiberufliche Zeit als Zeichner von Stadtplänen und Lehrfilmen. Zusätzlich hatte er eine feste Anstellung als Zeichner im ehemaligen Museum für Völkerkunde in Hamburg (heute: MARKK – Museum am Rothenbaum). In der Zeit von 1965 bis 1968 war Jaeger als Zeichner im Landesmuseum Schleswig-Holstein sowie im Jahr 1967 als Zeichner im ehemaligen Helms Museum – dem heutigen Archäologischen Museum Hamburg – tätig. Letzteres wurde durch seine Bekanntschaft zu Jürgen von Tomëi an Hanns Dieter Hüsch vermittelt, der ihn als Künstler entdeckte. Während dieser Zeit nach dem Studium unternahm Jaeger mit seinen Künstlerfreunden eine Vielzahl von Reisen ins Ausland. So war er unter anderem mit Michael Mau, Alexander Knispel und Hanns Witteck in England, Belgien, Dänemark, Frankreich und in der ehemaligen Tschechoslowakei. Von 1970 bis 1972 besaß er zusammen mit seinem Kollegen und Freund Harold Müller am Helms-Museum den Auftrag zur Realisierung des Panoramas der Jahrtausende.
Sodann erlangte Jaeger Popularität im Hörfunk durch seine Rezitationen in Rollenprosa. Bekannt wurde er vor allem Ende der 1960er/Anfang der 1970er Jahre mit seinen vom Saarländischen Rundfunk produzierten Serien Fragen Sie Dr. Jaeger und Das aktuelle Jaegermagazin, in denen er die NDR-Sendung Was wollen Sie wissen? mit den bekannten Hörfunkratgebern Walther von Hollander und Erwin Marcus nachahmte. Schallplattenaufnahmen folgten. Im Jahr 1975 unternahm Jaeger eine Reise nach Thailand mit dem Ziel der dauerhaften Auswanderung, allerdings brach der die Reise noch im gleichen Jahr wieder ab und kehrte zurück nach Hamburg. Vermutlich machten sich die psychischen Probleme zunehmend bemerkbar, denn im Jahr 1981 wurde durch das Vormundschaftsgericht ein Gebrechlichkeitspfleger für Jaeger bestellt.
Nachdem er 1983 aus Protest gegen den Fernsehlärm einer Nachbarin in seiner Wohnung Feuer gelegt hatte und dabei sein Atelier und Wohnung vollständig vernichtet wurde, war Jaeger kaum noch künstlerisch aktiv. Bis 1986 lebte Jaeger in verschiedenen Sozialeinrichtungen und war mehrfach in psychiatrischen Einrichtungen untergebracht, ehe er nach mehreren weiteren von ihm selbst verursachten Bränden und nach Feststellung einer „fortschreitende[n] Verwahrlosung und Alkoholsucht“ durch die Hamburger Gesundheitsbehörde 1986 in die geschlossene Psychiatrie Ochsenzoll eingewiesen wurde. Später wurde er ins Sozialpsychiatrische Pflegeheim Haus Ingrid in Bad Oldesloe verlegt.

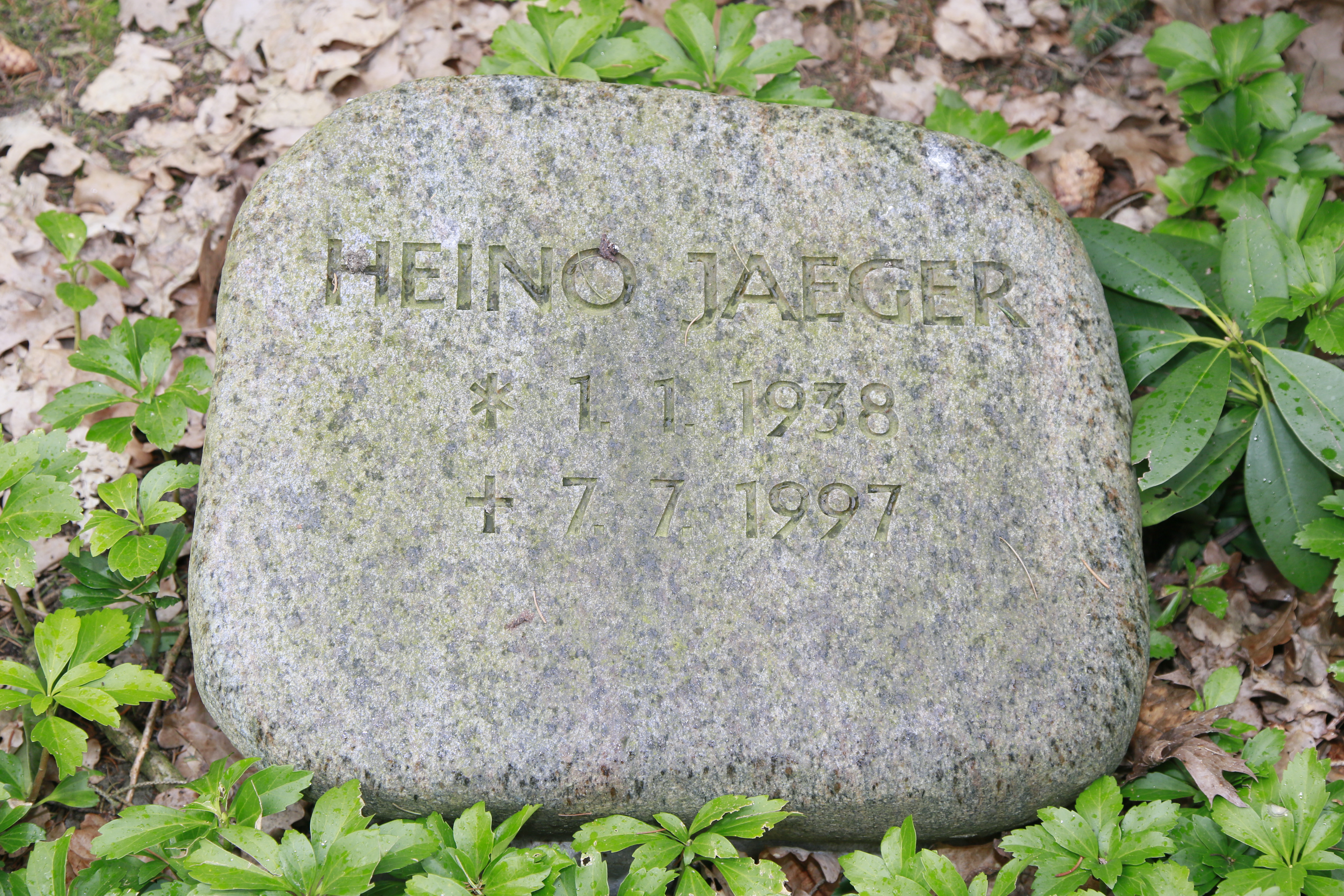
Grab von Heino Jaeger

Nach fast zehnjährigem Pflegeheimaufenthalt starb Heino Jaeger dort an den Folgen eines Schlaganfalls. Er wurde auf dem nahe dem Heim liegenden alten Friedhof in Bad Oldesloe beigesetzt. Ein Spruch von Heino Jaeger lautete: „Die Sinnlosigkeit unserer Existenz darf man gar nicht zu Ende denken.“

## Rezeption
Nach seiner Einweisung in die Psychiatrie fiel Jaeger der Vergessenheit anheim. Loriot schrieb: „Wie konnte es geschehen, dass Heino Jaeger 25 Jahre ein Geheimtipp blieb? Wir haben ihn wohl nicht verdient.“ Eckhard Henscheid bezeichnete ihn als „Mozart der Komik“. Eine erste Jaeger-Biografie verfasste sein Freund und späterer gerichtlich bestellter Betreuer Joska Pintschovius im Jahr 2005. Der Hamburger Humorist Olli Dittrich lobte Jaeger als „Meister von uns allen, ein Genie und bis heute unerreicht“. Mit seinem Programm Man glaubt es nicht im Hamburger St. Pauli Theater versuchte er, Jaegers Werke einem breiteren Publikum bekannt zu machen. Ein Spielfilm über Heino Jaeger mit Olli Dittrich in der Rolle des Künstlers wurde 2008 angekündigt, bisher jedoch nicht realisiert (Drehbuch: Rocko Schamoni, Regie: Lars Jessen). Der Schriftsteller und Humorist Heinz Strunk (Studio Braun) bezeichnet Jaegers Arbeiten als prägend für seine Kurzhörspiele. Auch für den Unterhaltungskünstler und Kabarettisten Helge Schneider stellt Jaeger ein wichtiges Vorbild dar.
2012 kam der Dokumentarfilm Heino Jaeger – look before you kuck von Gerd Kroske ins Kino. Rocko Schamoni veröffentlichte im Jahr 2021 den Roman Der Jaeger und sein Meister. Im Jahr 2024 widmete die kunst galerie fuerth gemeinsam mit der Galerie Bernsteinzimmer in Nürnberg eine Werkschau von Heino Jaegers Schaffen.

## Auszeichnungen
Ein Stern für sein Lebenswerk wurde Jaeger auf dem Walk of Fame des Kabaretts gewidmet.

## Werke

### Sprechplatten
- Wie das Leben so spielt … „Dialektische“ Spinnereien aus deutschen Landen. Philips, Hamburg 1971, Best.-Nr. 6306 066.
- Fragen Sie Dr. Jaeger – Beichtvater der Nation. Metronome, Hamburg 1976, MLP 15.561.
- Heino Jäger Meisterstücke. WEA Musik, WB Records, 1977, Best.-Nr. WB 56 317.

### CDs
- Lebensberatungspraxis Dr. Jaeger. (Ausschnitte aus der Radiosendung „Fragen Sie Dr. Jaeger“). Kein-und-Aber-Records, Zürich 1998, ISBN 3-906547-72-8.
- Das Beste von Heino Jaeger. Live aufgenommen im Fresenhof, Bohmstedt 1976. Raben-Records, Haffmans, Zürich 1998, Best.-Nr. 94558
- Das Beste von Heino Jaeger (Fragen Sie Doktor Jaeger / Meisterstücke Live). Doppel-CD. Heyne Hörbuch 1999, ISBN 3-453-16796-1.
- Alkoholprobleme in Dänemark. (Ausschnitte aus der Radiosendung „Das aktuelle Jaegermagazin“). Kein-und-Aber-Records, Zürich 2000, ISBN 3-906547-11-6.
- Wie sieht’s bei euch aus? (Ursprünglicher Titel des CD-Covers: Hitler in Südamerika). Kein-und-Aber-Records, Zürich 2007, ISBN 3-0369-1194-4.
- Vom Besten. Doppel-CD, Membran Music 2009, Best.-Nr. 232681.
- Sie brauchen gar nicht so zu gucken. Kein-und-Aber-Records, Zürich 2010, ISBN 978-3-0369-1260-8.